# Майкл Веймен
Майкл Веймен (англ. Michael Wayman; нар. 1 січня 1953) — колишній британський тенісист.
Найвищу одиночну позицію світового рейтингу — 171 місце досяг 16 січня 1978 року.
Найвищим досягненням на турнірах Великого шолома було 2 коло в одиночному та парному розрядах.

## Фінали ATP Челленджер

### Одиночний розряд: 1 (0–1)
| Результат | Ранг | Дата     | Турнір        | Покриття | Суперник     | Рахунок  |
| --------- | ---- | -------- | ------------- | -------- | ------------ | -------- |
| Поразка   | 1.   | Кві 1983 | Токіо, Японія | Тверде   | Фукуї Цуйосі | 4–6, 0–6 |